# Équipe d'Espagne des moins de 16 ans de football
Maillots
L'équipe d'Espagne de football des moins de 16 ans est constituée des meilleurs joueurs espagnols des moins de 16 ans, sélectionnés sous l'égide de la Fédération royale espagnole de football.
L'équipe d'Espagne des moins de 16 ans est une équipe nourricière de l'équipe d'Espagne des moins de 17 ans de football.

## Palmarès
- Championnat d'Europe de football des moins de 16 ans (6)
  - Vainqueur en 1986, 1988, 1991, 1997, 1999 et 2001

## Joueurs et personnalités de l'équipe

### Entraîneurs
- 2008-2010 :  Aitor Karanka

### Anciens joueurs
- Iker Casillas
- Míchel
- Pepe Reina